# クィトラワク (小惑星)
クィトラワク (2275 Cuitláhuac) は小惑星帯の小惑星である。ドイツの天文学者、ハンス＝エミール・シュスターがチリのLa Silla 天文台で発見した。
名前はアステカ10代国王クィトラワク（Cuitláhuac、- 1520年）から命名された。